# Spergularia fimbriata
Spergularia fimbriata é uma espécie de planta com flor pertencente à família Caryophyllaceae. 
A autoridade científica da espécie é Boiss. & Reut., tendo sido publicada em Diagn. Pl. Orient. ser. 2, 1: 94. 1854.

## Portugal
Trata-se de uma espécie presente no território português, nomeadamente em Portugal Continental.
Em termos de naturalidade é nativa da região atrás indicada.

## Protecção
Não se encontra protegida por legislação portuguesa ou da Comunidade Europeia.